# Anniken Hauglie
Anniken Hauglie, née le 10 septembre 1972 à Oslo, est une femme politique norvégienne.

## Biographie
Elle est Ministre du Travail et des Affaires sociales de Norvège dans le Gouvernement Solberg du 16 décembre 2015 au 24 janvier 2020.